# Król rozrywki
Król rozrywki (ang. The Greatest Showman) – amerykański musical filmowy z 2017 roku, będący debiutem reżyserskim Michaela Graceya, oparty na scenariuszu Jenny Bicks i Billa Condona. W rolach głównych wystąpili Hugh Jackman, Zac Efron, Michelle Williams, Rebecca Ferguson i Zendaya. Film był inspirowany historią cyrku  Ringling Bros. and Barnum & Bailey Circus założonego przez P.T. Barnuma w 1871 roku.
Król rozrywki spotkał się z mieszaną reakcją krytyków, którzy docenili role Jackmana i reszty wykonawców oraz muzykę, lecz został on przy tym określony płytkim i złowieszczym.
Na 75. ceremonii wręczenia Złotych Globów film otrzymał nominację do nagrody w kategorii „najlepszego filmu komediowego lub musicalu”, natomiast Hugh Jackman w kategorii „najlepszego aktora w filmie komediowym lub musicalu”. Utwór muzyczny This Is Me duetu Pasek and Paul otrzymał Złoty Glob w kategorii „najlepszej piosenki” i był nominowany na 90. ceremonii wręczenia Oscarów do Nagrody Akademii Filmowej.

## Obsada
- Hugh Jackman – P.T. Barnum
  - Ellis Rubin – młody P.T. Barnum
  - Ziv Zaifman – młody P.T. Barnum (śpiew)
- Zac Efron – Phillip Carlyle
- Michelle Williams – Charity Hallett-Barnum
  - Skylar Dunn – młoda Charity
- Rebecca Ferguson – Jenny „Szwedzki Słowik” Lind
- Loren Allred – Jenny „Szwedzki Słowik” Lind (śpiew)
- Zendaya – Anne Wheeler
- Austyn Johnson – Caroline Barnum
- Cameron Seely – Helen Barnum
- Paul Sparks – James Gordon Bennett
- Eric Anderson – O’Malley
- Keala Settle – Lettie Lutz / Kobieta z brodą
- Yahya Abdul-Mateen II – W.D. Wheeler
- Sam Humphrey – Charles Stratton / Generał Tomcio Paluch
- James Babson – Charles Stratton / Generał Tomcio Paluch (głos)
- Daniel Everidge – Lord Leeds
- Radu Spinghel – Vasily Palvos / Irlandzki Olbrzym
- Timothy Hughes – Siłacz
- Luciano Acuna Jr. – Człekopies Walter
- Danial Son – Chang Bunker
- Yusaku Komori – Eng Bunker
- Martha Nichols – Kobieta ze Złota
- Jonathan Redavid – Trójnożny Człowiek
- Shannon Holtzapffel – Książę Konstantyn, Człowiek-Tatuaż
- Jeremy Hudson – Słonioskóry Człowiek
- Taylor James – Blockhead
- Chelsea Caso – Kobieta-Tatuaż
- Caoife Coleman – Bliźniaczka-Albinoska #1
- Mishay Petronelli – Bliźniaczka-Albinoska #2
- Khasan Brasilford – Albinos
- Alex Wong – Orientalny Człowiek
- Julius Rubio – Złoty Chłopak
- Vincent-Oliver Noiseux – Chłopak-Diabeł
- DeAnna Walters – Bliźniaczka Voodoo #1
- Jessica Castro – Bliźniaczka Voodoo #2
- Najla Gilam – Zaklinaczka Węży
- Christina Glur – Egipska Lady
- Natasha Liu Bordizzo – Chińska Akrobatka
- Nick Jantz – Żongler
- Kenneth Chan – Człowiek-kula armatnia
- Fredric Lehne – Benjamin Hallett
- Kathryn Meisle – Hannah Hallett
- Shuler Hensley – przywódca protestów
- Gayle Rankin – królowa Wiktoria
- Byron Jennings – pan Carlyle
- Betsy Aidem – pani Carlyle
- Daniel “Cloud” Campos – barman
- Linda Marie Larson – Gertrude Stratton
- Will Swenson – Philo Barnum